# Meta (rodzaj)

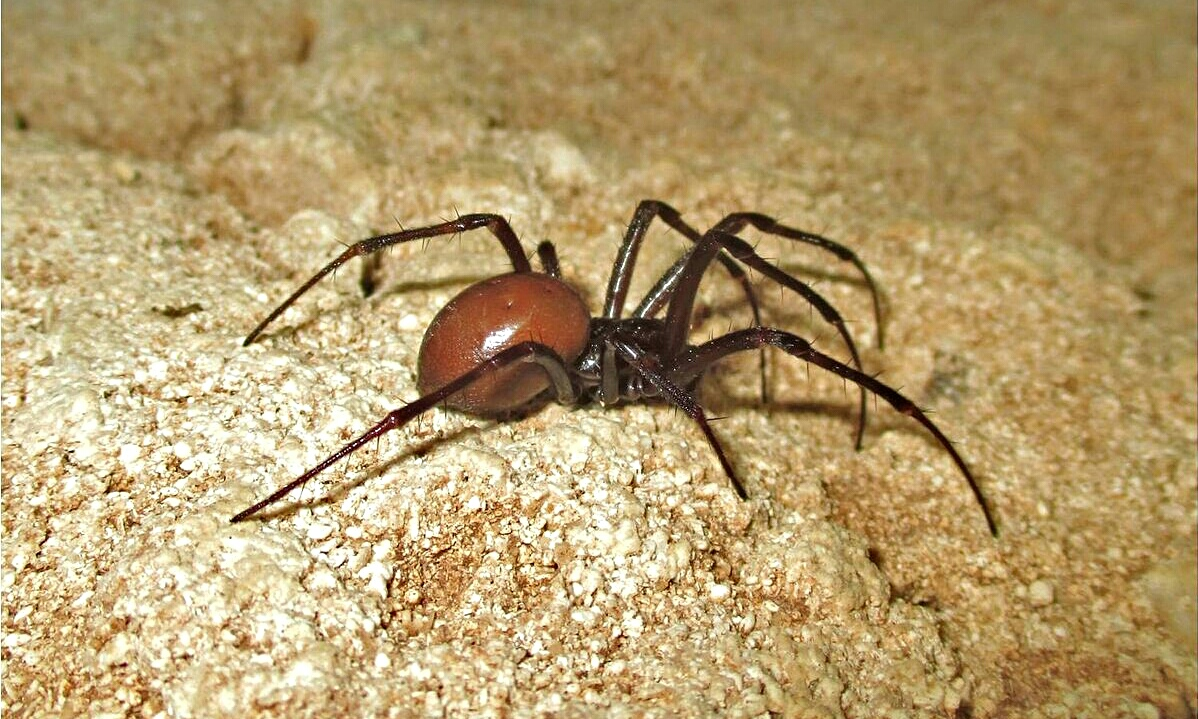
Samiec Meta bourneti

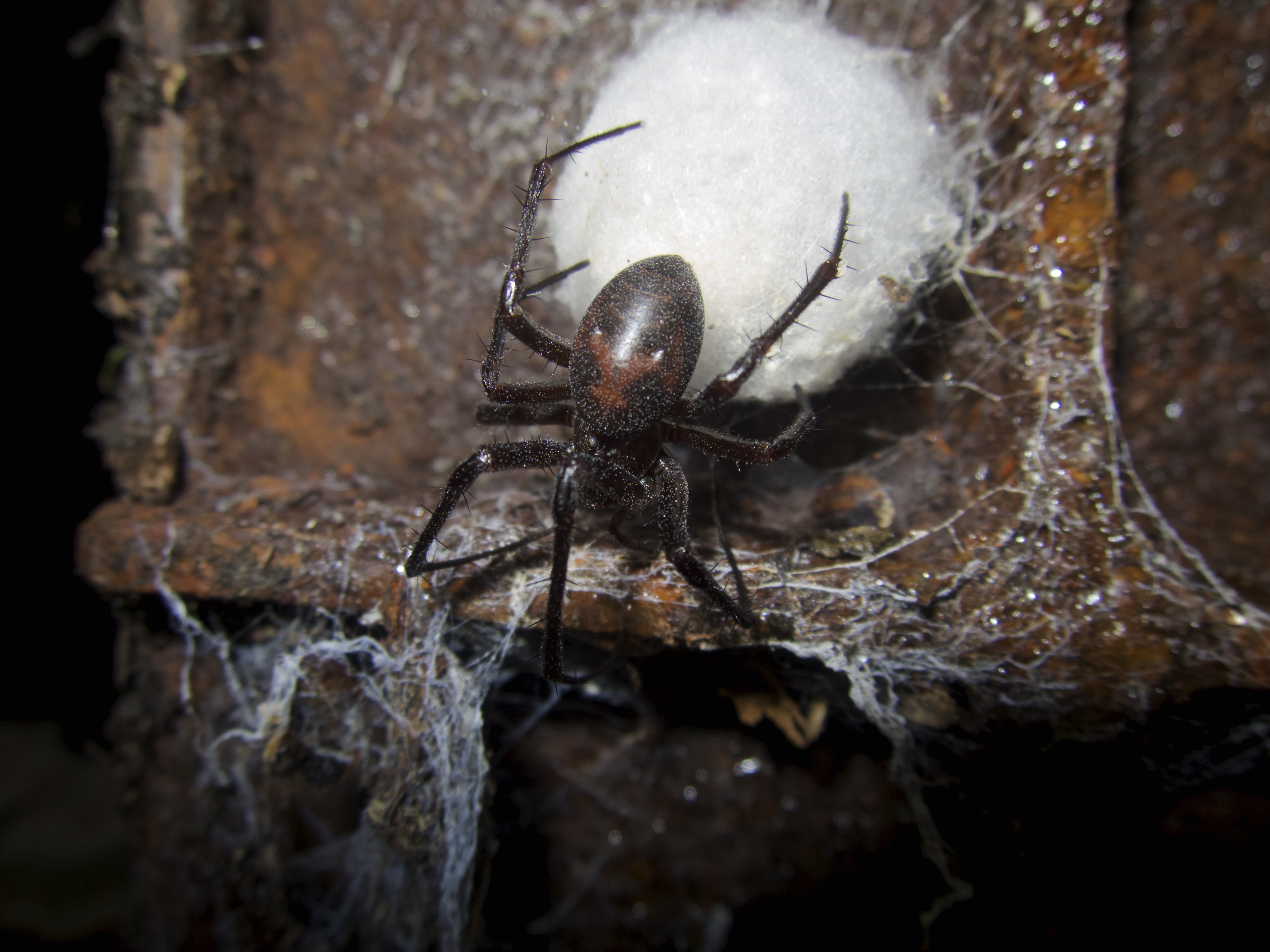
Samica Meta bourneti z kokonem jajowym

Meta – rodzaj pająków z rodziny kwadratnikowatych i podrodziny czaikowatych.

## Morfologia
Pająki o połyskującym ciele. Od rodzaju Dolichognatha wyróżniają się nieprostokątną częścią głowową karapaksu. Oczy tylno-boczne leżą blisko przednio-bocznych, w widoku od przodu na tym samym poziomie co tylno-środkowe. W widoku od góry oczy przednio-środkowe leżą bardziej z przodu od przednio-bocznych. Wysokość nadustka jest zbliżona szerokości oczu przednio-środkowych. Szczękoczułki zaopatrzone są w 4 duże zęby na krawędzi przedniej i 4 małe na tylnej. Szczęki są prawie dwukrotnie dłuższe od wargi dolnej, dłuższe niż szerokie, najszersze z przodu. Warga dolna jest szersza niż długa i wyraźnie obrzeżona. Trichobotria występują na goleniach i nadstopiach, natomiast brak ich na udach.
Nogogłaszczki samców cechuje wolne, krótkie i szerokie paracymbium, cymbium zaopatrzone w płaski wyrostek zewnętrzno-nasadowy (processus cymbialis ectobasalis) i wyrostek zewnętrzno-środkowy (processus cymbialis ectomedialis) oraz embolus z pojedynczą apofizą MEA (ang. metaine embolic apophysis), słabiej zesklerotyzowaną niż u rodzaju Metellina. Samica wyróżnia się od innych przedstawicieli podrodziny otworami kopulacyjnymi o tylnym położeniu, a od rodzaju Metellina także kopulasto wysklepioną środkową częścią płytki płciowej.

## Biologia i występowanie
Pająki te budują pionowe lub prawie pionowe sieci kolistego kształtu z otwartymi pępkami.
Rodzaj kosmopolityczny, ale w krainie neotropikalnej znany jest tylko z Kuby (brak go w Ameryce Południowej i Centralnej). W Europie występują M. bourneti i sieciarz jaskiniowy, z których tylko ten ostatni znany jest z Polski (zobacz kwadratnikowate Polski).

## Taksonomia
Rodzaj ten wprowadzony został w 1866 roku przez Franza Antona Menge. W pracach Jörga Wunderlicha, a także w publikacji Johna A. Murphy’ego i Michaela J. Robertsa z 2015 roku synonimizowano z nim rodzaj Metellina, ale pogląd ten nie znajduje poparcia u innych autorów. W 2018 Robert Kallal i Gustavo Hormiga opublikowali wyniki molekularnej analizy filogenetycznej czaikowatych, według których rodzaj Meta zajmuje pozycję bazalną w podrodzinie. Jednocześnie autorzy zwracają uwagę, że rodzaj ten traktowany był jako „takson-worek” i wymaga rewizji.
Do rodzaju tego należą 23 opisane gatunki współczesne i 2 znane z paleogenu:

- Meta abdomenalis Patel & Reddy, 1993
- Meta birmanica Thorell, 1898
- Meta bourneti Simon, 1922
- Meta dolloff Levi, 1980
- Meta japonica Tanikawa, 1993
- †Meta maculosa Wunderlich, 2008
- Meta manchurica Marusik & Koponen, 1992
- Meta menardi (Latreille, 1804) – sieciarz jaskiniowy
- Meta merianopsis Tullgren, 1910
- Meta meruensis Tullgren, 1910
- Meta mixta O. P.-Cambridge, 1885
- Meta monogrammata Butler, 1876
- Meta montana Hogg, 1919
- Meta nebulosa Schenkel, 1936
- Meta nigridorsalis Tanikawa, 1994
- Meta obscura Kulczyński, 1899
- Meta ovalis (Gertsch, 1933)
- Meta qianshanensis Zhu & Zhu, 1983
- Meta rufolineata (Urquhart, 1889)
- Meta serrana Franganillo, 1930
- Meta shenae Zhu, Song & Zhang, 2003
- Meta simlaensis Tikader, 1982
- Meta stridulans Wunderlich, 1987
- Meta trivittata Keyserling, 1887
- Meta turbatrix Keyserling, 1887
- †Meta velans (Wunderlich, 2004)